# Jezikoslovna rekonstrukcija
Jezikoslovna rekonstrukcija pomeni ugotavljanje značilnosti hipotetičnega prednika (prajezika) dveh ali več znanih jezikov. 
Zgodovinsko jezikoslovje pozna dve vrsti rekonstrukcije:
- notranja rekonstrukcija skuša ugotoviti zgodnejše zgodovinske oblike nekega jezika,
- primerjalna rekonstrukcija (ali tudi enostavno rekonstrukcija) skuša s primerjalno metodo ugotoviti značilnosti hipotetičnega prednika dveh ali več jezikov. Primer rekonstruiranega prajezika je indoevropski prajezik.

Rekonstruirane oblike so v jezikoslovju označene z zvezdico (*), s čimer jih razlikujemo od izrazov v znanih, izpričanih jezikih. 
Cilj rekonstrukcije ni samo vzpostavljanje starejših, prazgodovinskih danosti, temveč tudi določanje sorodnostnih vezi. Kadar ima rekonstrukcija ta drugi namen, ne zadošča odkriti zgolj neke splošne povezave med jeziki in narečji, temveč je treba povezanost med vzpostavljenimi in res izpričanimi oblikami določiti do podrobnosti. Čim več enot je mogoče vzpostaviti, bolj uspešnejše je dokazovanje sorodstvenih vezi. Pri rekonstruiranju jezikoslovca omejujeta Occamova britev in načelo realističnosti.
Podatki, ki so na voljo pri primerjalni rekonstrukciji, so navadno zajetnejši od podatkov za notranjo rekonstrukcijo. Pri njej jezikoslovci upoštevajo več jezikov oziroma narečij hkrati, po drugi strani pa niso omejeni na enote, ki izkazujejo oblikoglasne premene.